# ラズワルド
Razwald (ラズワルド) は､2022年に解散した prediaのメインボーカル､村上瑠美奈によるソロプロジェクト。バンドセットでのライブを中心に活動している。YouTubeにMVが公開されているほか､オンラインショップでグッズが販売されている。 
アーティスト名の Razwald は､本名の｢瑠｣は｢瑠璃｣(青色の宝石 lapis lazuli ラピスラズリの和名) からとられたもので､lapis lazuli の語源である lazward ラズワルドに由来していることから､RUMINA と lazward をかけ合わせたものである。 

## 略歴
- 2017年
  - 7月6日､Razwaldとしての初ライブ。｢fighter｣｢特別な僕に｣｢Days｣｢Bang!｣初披露。作詞: 村上瑠美奈。
- 2018年
  - 1月31日､初グッズ Button Badge 販売開始。デザインは､村上瑠美奈自身がフィルムカメラ写ルンですで撮影した写真､るみなカメラからセレクト。
  - 3月13日､｢Dialogue｣初披露。作詞: 村上瑠美奈。
  - 6月4日､オープニングSE 導入。新グッズ Photo T-shirt (White) 販売開始。デザインは､Button Badge と同様､るみなカメラからセレクト。
  - 9月3日､｢光へ｣初披露。作詞: 村上瑠美奈。のちに、2019年2月2日をもって predia を卒業した青山玲子、岡村明奈、林弓束、松本ルナの4人を想って書いた詞であることが2019年2月21日 ｢Hang Out!!｣ 代官山LOOPにて本人から語られた。
  - 11月8日､｢Tears｣初披露。作詞: 村上瑠美奈。新グッズ Photo T-shirt (Black)､Photo Hoodie (Black) 販売開始。Hoodie にアルファベット表記 Lazward が用いられる。初のMV ｢Days｣ を YouTube にて公開。
- 2019年
  - 3月14日､Photo Hoodie (Gray) 販売開始。
  - 8月19日､Razwald LOGO 発表。
  - 8月22日､｢LOST IN TIME｣初披露。楽曲提供は､NIVEA 2017年TVCMソング｢“あいしてる”って言えなくて｣のJUON。Razwald LOGO T-shirt (White) 販売開始。LOGO のカラーはアーティスト名の由来であるラピスラズリカラー。
  - 8月27日､Instagram アカウント開設。
  - 8月28日､Razwald LOGO CAP 販売開始。
  - 10月10日､1st single『Days』音楽ダウンロードカード (ジャケット写真5種) 販売開始。音楽をいろいろな形で聴く時代になっているからこそ、CDではなくダウンロードという初めての新たな試み。Razwald LOGO T-shirt (Indigo) 販売開始。
  - 10月22日､初めてのトークメインのイベント ｢Raz Wald Home Coming "R" vol.1｣ を開催。Razwald×Skullcandy collaboration Headphone 限定20個販売。Razwald 缶バッジ (3個set) 販売開始。
  - 11月12日､｢Fly｣初披露。2nd single『Dialogue』音楽ダウンロードカード (ジャケット写真5種) 販売開始。Original print T-shirt (ほっぷすてっぷじゃんぷＴシャツ) 販売開始。
  - 11月28日､MVをVRで製作するプロジェクト｢体験を超えた体験! 圧倒的な没入感で村上瑠美奈に迫る､VR映像化プロジェクト｣をCAMPFIREにて開始。12月31日、募集終了まで30日を残して目標金額の3百万円に到達。2020年1月30日､目標金額を大きく上回る 404万950円の支援を集めて募集期間を終了。2月13日､代官山LOOPにて支援者限定のVR収録ライブを開催。参加者に｢ありがとう。｣と手書きのメッセージが添えられたオリジナルのバレンタインチョコレートがプレゼントされた。
  - 12月24日､Original LOGO 刺繍 Hoodie (Sand) 販売開始。シンプルなデザインとカラーは ｢Raz Wald Home Coming "R" vol.1｣ でファンと決めたもの。また､クリスマスイヴスペシャル特典として Hoodie または T-shirt 購入者にサンタ衣装の写真がプレゼントされた。
- 2020年
  - 5月3日､Razwald online shop オープン。
  - 6月1日､Razwald LOGO T-shirt (Gray) を online shop にて販売開始。
- 2021年
  - 8月27日､Razwald painted T-shirt (Black アフタートーク参加特典付き / White) を online shop にて販売開始。ペイント文字は村上瑠美奈自身による直筆。新型コロナウイルス感染症対策のため、9月5日ライブ当日の販売はなし、online shop による事前販売、翌9月6日に Zoom によるアフタートークとされた。
  - 10月1日､Razwald original 刺繍 Long Sleeve T-shirt (White / Sand Beige) を online shop にて販売開始。
  - 10月17日､初のアコースティック編成でのライブ出演。
  - 11月6日､1st ワンマンライブ。アコースティックパートとバンドセットパートの2部構成で行われ、イープラスの Streaming+ による初のライブ配信も実施された。RAZWORLD トレーナー (Black)､RAZWORLD 2021 エコバッグ､撮り下ろし生写真 (3種) 販売。
- 2022年
  - 1月28日､Razwald original 刺繍 Long Sleeve T-shirt (Black and Orange) を online shop にて販売開始。新型コロナウイルス感染拡大に伴いライブ後物販は中止。
  - 7月3日､5th Anniversary Live 開催。｢ALL THE TIME｣初披露。Razwald Flower 刺繍 半袖 T-shirt (White / Black)､Razwald Flower 刺繍 Socks､Razwald Flower 刺繍 タオル 販売開始。
  - 9月19日､Razwald Flower Vase printed Long Sleeve T-shirt (White) 販売開始。
  - 10月9日､RAZ"WORLD"2022 Circle printed Sweat (Gray / Black)､RAZ"WORLD"2022 サウナハット､Razwald Birthday T-shirt (White) を online shop にて完全受注販売。
  - 11月3日､Razwald アクリルスタンド 販売開始。
  - 11月26日､｢Felling｣初披露。ランダムチェキ販売。
- 2023年
  - 1月28日､ランダムチェキ販売。
  - 4月29日､Razwald Flower 刺繍 2023 半袖 T-shirt (White / Black) を online shop にて販売開始。
  - 5月14日､ランダムチェキ販売。
  - 6月4日､ランダムチェキ販売。
  - 8月6日､ランダム浴衣チェキ､Razwald アクリルスタンド 2023夏ver. 販売。
  - 9月9日､ランダムチェキ販売。
  - 10月18日､2023年村上瑠美奈バースデーハート刺繍 Long Sleeve T-shirt (Black)､2023年村上瑠美奈バースデー刺繍 Long Sleeve T-shirt (White) を online shop にて完全受注販売。
  - 11月8日､バースデー限定ランダムチェキ､アクリルスタンド販売。
- 2024年
  - 1月15日､RAZ”WORLD” 2023-24限定ランダムチェキ､を online shop にて事前販売。

## 出演

### ライブ
- 2017年7月6日 ｢WEST ROCK MUSEUM ~2017初夏の宴~｣(TSUTAYA O-WEST)
- 2018年1月31日 ｢Girl's UP!!! vol.222｣(Shibuya eggman)
- 2018年3月13日 ｢Hang Out!!｣(代官山LOOP)
- 2018年6月4日 ｢iMagic. presents "PARADE"｣(TSUTAYA O-Crest)
- 2018年6月13日 ｢Recitation｣(代官山LOOP)
- 2018年9月3日 ｢Wicked!!!｣(代官山LOOP)
- 2018年10月18日 ｢Recitation ~Daikanyama LOOP 10th Anniversary~｣(代官山LOOP)
- 2018年11月8日 ｢Laz"World" ~Daikanyama LOOP 10th Anniversary~｣(代官山LOOP)
- 2019年2月21日 ｢Hang Out!!｣(代官山LOOP)
- 2019年3月14日 ｢Hang Out!! ~ハシグチカナデリヤ×ラズワルド~｣(代官山LOOP)
- 2019年5月31日 ｢Hang Out!!｣(代官山LOOP)
- 2019年6月17日 ｢吉祥寺SHUFFLE 12th Anniversary 吉祥寺SHUFFLE presents SHUFFLE SPECIAL LIVE!!｣(吉祥寺SHUFFLE)
- 2019年8月22日 ｢TORAfic☆signALL presents ASOVIVA!!! ~2019 August~｣(渋谷RUIDO K2)
- 2019年8月28日 ｢dólce｣(代官山LOOP)
- 2019年9月20日 ｢みきなつみ & 吉祥寺SHUFFLE presents ぼくにとってのヒーロー 東京編｣(吉祥寺SHUFFLE)
- 2019年10月10日 ｢ハシグチカナデリヤ×Razwald ~Daikanyama LOOP 11th Anniversary~｣(代官山LOOP)
- 2019年11月12日 ｢Razwald presents Raz”warld” 2019 ~Daikanyama LOOP 11th Anniversary~｣(代官山LOOP)
- 2019年12月12日 ｢吉祥寺SHUFFLE presents SHUFFLE SPECIAL LIVE!!｣(吉祥寺SHUFFLE)
- 2020年2月13日 ｢VR収録ライブ(クラウドファンディング支援者限定)｣(代官山LOOP)
- 2020年3月3日 ｢ガチ魂プラザ ~今年もひなまつりの乱~｣(代官山LOOP) ⇒ 新型コロナウィルス肺炎流行の影響により公演中止
- 2021年9月5日 ｢Razwald LIVE & TALK EVENT｣(LIVE STUDIO LODGE)
- 2021年10月17日 ｢Make Happy!!｣(LIVE STUDIO LODGE)
- 2021年11月6日 ｢RAZ”WORLD” 2021｣(LIVE STUDIO LODGE)
- 2022年1月28日 ｢Make Happy!!~welcome to 2022~｣(LIVE STUDIO LODGE)
- 2022年7月3日 ｢Razwald 5th Anniversary Live ~Feel Special~｣(LIVE STUDIO LODGE)
- 2022年9月19日 ｢LIVE STUDIO LODGE Anniversary event Make Happy!!｣(LIVE STUDIO LODGE)
- 2022年11月26日 ｢RAZ”WORLD” 2022｣(青山月見ル君想フ)
- 2023年5月14日 ｢Make Happy!!｣(LIVE STUDIO LODGE)
- 2023年8月6日 ｢LIVE STUDIO LODGE Anniversary event Make Happy!!｣(LIVE STUDIO LODGE)
- 2024年1月27日 ｢RAZ”WORLD” 2023-24｣(青山月見ル君想フ)
- 2024年8月11日 ｢LIVE STUDIO LODGE Anniversary event Make Happy!!｣(LIVE STUDIO LODGE)

### トークショー
- 2019年10月22日 ｢Raz Wald Home Coming "R" vol.1｣ (brugge)
- 2019年12月24日 ｢Raz Wald Home Coming "R" vol.2｣ (brugge)
- 2022年11月3日 ｢Razwald Home Coming "R" vol.3｣ (LIVE STUDIO LODGE)
- 2023年1月28日 ｢Razwald Home Coming "R" vol.4｣ タイ編 カオマンガイ＆ガパオ (LIVE STUDIO LODGE)
- 2023年6月4日 ｢Razwald Home Coming "R" vol.5｣ イタリア＆スペイン編 カクテル＆チョコレート (LIVE STUDIO LODGE)
- 2023年9月9日 ｢Razwald Home Coming "R" vol.6｣ ロサンゼルス編 ピザ (LIVE STUDIO LODGE)
- 2023年11月8日 ｢Razwald Home Coming "R" vol.7｣ Birthday Party 編 ケーキ (LIVE STUDIO LODGE)
- 2024年6月2日 ｢Razwald Home Coming "R" vol.8｣ Wedding Party 編 サングリア＆エッグタルト・チキンパイ (LIVE STUDIO LODGE)

### イベント
- 2023年9月23日 ｢ダンスワークショップイベント vol.1｣ 壊れた愛の果てに
- 2023年10月21日 ｢ダンスワークショップイベント vol.2｣ きみみたいに
- 2023年11月23日 ｢ダンスワークショップイベント vol.3｣ カーテンコール
- 2023年12月17日 ｢ダンスワークショップイベント vol.4｣ Paradise
- 2024年1月14日 ｢ダンスワークショップイベント vol.5｣ 禁断のマスカレード
- 2024年2月4日 ｢ダンスワークショップイベント vol.6｣ you slipped away
- 2024年3月10日 ｢ダンスワークショップイベント vol.7｣ Hotel Sunset
- 2024年4月7日 ｢ダンスワークショップイベント vol.8｣ Mid9t Luv
- 2024年5月25日 ｢ダンスワークショップイベント vol.9｣ The Call
- 2024年6月15日 ｢ダンスワークショップイベント vol.10｣ The Call
- 2024年7月20日 ｢ダンスワークショップイベント vol.11｣ Re-Make
- 2024年8月31日 ｢ダンスワークショップイベント vol.12｣ Re-Make
- 2024年9月14日 ｢ダンスワークショップイベント vol.13｣ Melty Snow
- 2024年10月20日 ｢ダンスワークショップイベント vol.14｣ 美しき孤独たち

## 作品

### ミュージックビデオ
- 『Days』(2018年11月8日) 作詞: 村上瑠美奈､作曲: DAICHI YOKOTA & Devincy､プロデュース･サウンドプロデュース･ディレクション: MASATO KATAOKA､MV制作プロデュース: Jimmy

### シングル
- 1st single『Days』音楽ダウンロードカード (ジャケット写真5種) (2019年10月10日)
- 2nd single『Dialogue』音楽ダウンロードカード (ジャケット写真5種) (2019年11月12日)